# چوی آهجین
لی آهجین (زاده ۴ فوریه ۱۹۹۱)، بازیگر، مدل و ورزشکار کره‌ای است. او فعالیت بازیگری را در سال ۲۰۰۸ با مجموعه تلویزیونی بلند شو آغاز کرد. او علاوه بر حضور در عرصه بازیگری و تبلیغات در رشته ورزشی بیس بال نیز فعال است و به طور حرفه‌ای به این ورزش می‌پردازد. او بازیگر نقش بودل همسر یی‌جین‌آشی در سریال سرزمین آهن است.

## فیلم شناسی

### فیلم سینمایی
| سال  | عنوان        | نقش             | یادداشت‌های دیگر |
| ---- | ------------ | --------------- | --------------- |
| ۲۰۰۸ | بلند شو      | چورا            | ورژن کره‌ای      |
| ۲۰۰۸ | Da Capo      | Supporting Role | ورژن کره‌ای      |
| ۲۰۱۰ | Death Bell ۲ | جی یون          | ورژن کره‌ای      |

### مجموعه تلویزیونی
| سال       | عنوان           | نقش            | شبکه    |
| --------- | --------------- | -------------- | ------- |
| ۲۰۰۸      | یک چراغ خواب    | Yeol Lin       | MBC     |
| ۲۰۰۸      | My Precious You | Mi Ri          | KBS     |
| ۲۰۰۹      | Assorted Gems   | Seo Kkeut Soon | MBC     |
| ۲۰۱۰      | سرزمین آهن      | Beo Deul       | MBC     |
| ۲۰۱۱–۲۰۱۲ | دادستان خون‌آشام | -              | OCN     |
| ۲۰۱۲      | عشق تاثیرگذار   | -              | Fuji TV |
| ۲۰۱۶      | کارآگاه خون‌آشام | می سو          | OCN     |
| ۲۰۱۷      | تن به تن        | -              | JTBC    |